# Roncus starivlahi
Roncus starivlahi är en spindeldjursart som beskrevs av Bozidar P.M. Curcic och Dimitrijevic 1998. Roncus starivlahi ingår i släktet Roncus och familjen helplåtklokrypare. Inga underarter finns listade i Catalogue of Life.